# Rick Deckard
Rick Deckard est un personnage de fiction, le protagoniste du roman Les androïdes rêvent-ils de moutons électriques ? (1968) de Philip K. Dick.
Harrison Ford a interprété  le personnage dans l'adaptation cinématographique Blade Runner (1982) et a repris son rôle dans la suite Blade Runner 2049 (2017). James Purefoy a lui interprété le personnage dans l'adaptation radiophonique de BBC Radio 4 en 2014.

## Description
Rick Deckard est un « Blade Runner », un membre spécial chargé de la traque de réplicants indésirables pour la police. Quand ils sont déclarés illégaux, c'est aux Blade Runners de chasser puis de « retirer » ces androïdes.

### Films

#### Blade Runner
Au début du film, il est rappelé de sa retraite dans la police de Los Angeles pour s'occuper d’un groupe de six réplicants renégats particulièrement intelligents arrivés sur Terre en piratant une navette. Deckard, qui avait donné sa démission à la suite de la sortie des « Nexus 3 » qu'il trouvait déjà « trop doux, trop humains » pour les traquer, n'a pas très envie de reprendre le travail mais il n'a pas vraiment le choix. On apprend aussi qu'il a été marié mais il est désormais divorcé.
Ce personnage est le stéréotype des détectives de thrillers. Son nom évoque fortement celui du philosophe français René Descartes, dont les travaux affirment un dualisme radical entre l'âme et le corps, et refusent d'accorder à l'animal la faculté de penser. Ces questions font écho aux réflexions sous-jacentes au film de Ridley Scott.

#### Blade Runner 2049
Dans la suite Blade Runner 2049, il est décrit comme se cachant dans les ruines radioactives de Las Vegas. Avant les événements du film, Rachael, une réplicante liée à Deckard, est tombé enceinte de son enfant. Elle est morte en couches. Deckard a donc été obligé de se séparer de l'enfant, une fille, pour la protéger avant de disparaître. À la fin du film, Deckard rencontre enfin sa fille, Ana Stelline, une scientifique qui crée des souvenirs pour les réplicants.

### Deckard est-il un réplicant?

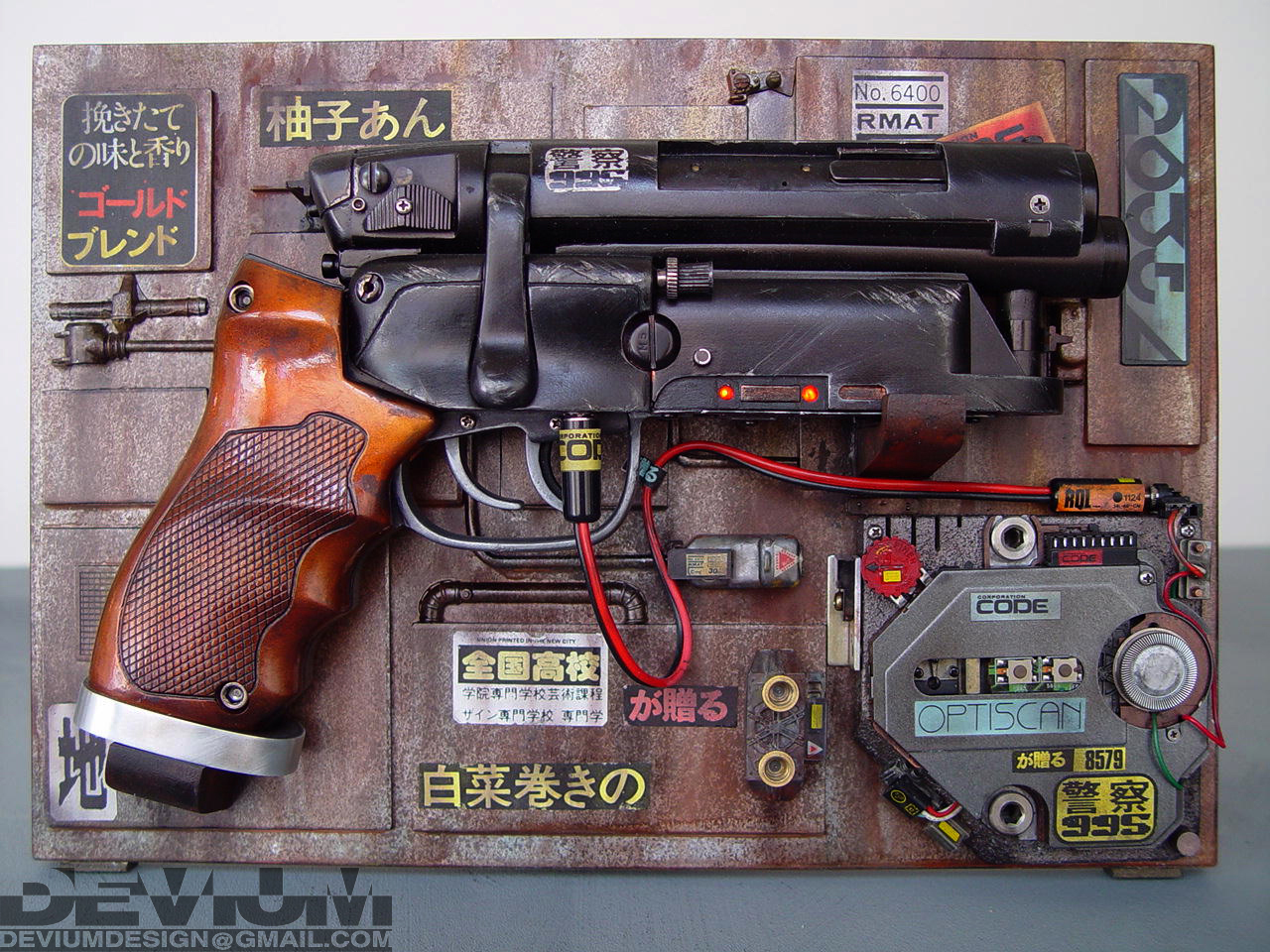
Réplique de l'arme de Rick Deckard pour le film Blade Runner.

Dans le roman Les androïdes rêvent-ils de moutons électriques ?, Rick Deckard est identifié comme un humain. Mais le doute s'insinue en lui, et c'est très ouvertement qu'il se pose la question, avec un collègue Blade Runner, de la possibilité d'être eux-mêmes des réplicants à leur insu, et de ce qu'ils feraient s'ils le découvraient.
Le film est beaucoup plus ambigu sur ce sujet, laissant planer cette éventualité de façon subtile.
Rick Deckard est l’antihéros dans Blade Runner, appelé pour « retirer » les réplicants. Bien que la « nature » des personnages soit clairement explicitée, celle de Deckard laisse circonspects les spectateurs et certains se posent la question de savoir s'il est ou non un réplicant.
Dans la version du réalisateur (c'est-à-dire la deuxième version), un plan supplémentaire montrant un origami en forme de licorne semble indiquer que Deckard est un réplicant : son rêve récurrent est connu de Gaff alors qu'il ne lui en a pas parlé, comme s'il l'avait lu dans un fichier de la police. Cela est confirmé par une interview du réalisateur Ridley Scott datant de 2000. 
De même, le piano de Deckard est recouvert de vieilles photos, ce qui rappelle cette manie des réplicants de se constituer ainsi le semblant d'une « vie familiale ».
Autre point, un bref reflet rouge dans l'œil de Rick Deckard est visible dans la version réalisateur (à 1 h 37 min 45 s).
Cependant, Harrison Ford continue à insister sur le fait que Deckard est humain et Hampton Fancher, scénariste original, a indiqué qu'il n'avait pas écrit le rôle comme celui d'un réplicant. De plus, des erreurs de script sèment le doute : Bryant indique dans le dialogue qu'il y a six réplicants, mais le sixième (Mary) a été enlevé au montage de la version sortie au cinéma.
Concrètement, on peut dire que la nature de Deckard dépend de la version qui est visionnée : il semble humain dans la version « originale », plus édulcorée, et qui se termine forcément bien, alors que la version du réalisateur donne beaucoup d'indices semant le doute sur sa nature (y compris pour Deckard lui-même) et suggérant qu'il puisse être un « réplicant », sans pour autant que ce soit jamais abordé de façon frontale et indubitable.